# Cyphomyrmex minutus
Cyphomyrmex minutus är en myrart som beskrevs av Mayr 1862. Cyphomyrmex minutus ingår i släktet Cyphomyrmex och familjen myror. Inga underarter finns listade i Catalogue of Life.

## Bildgalleri

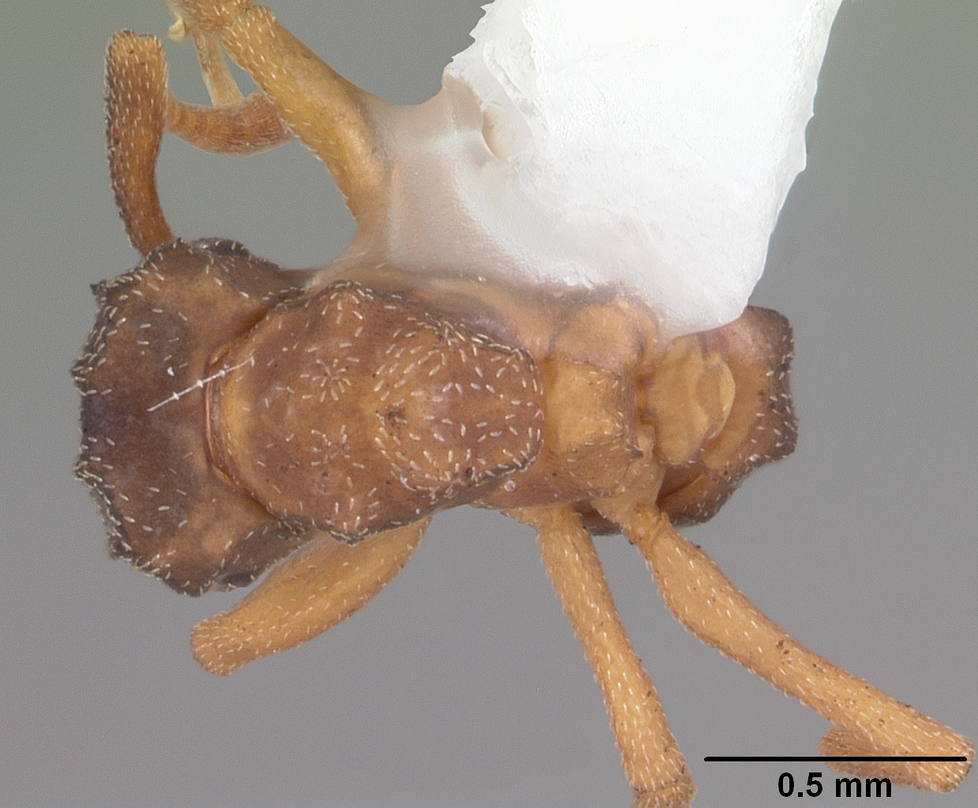
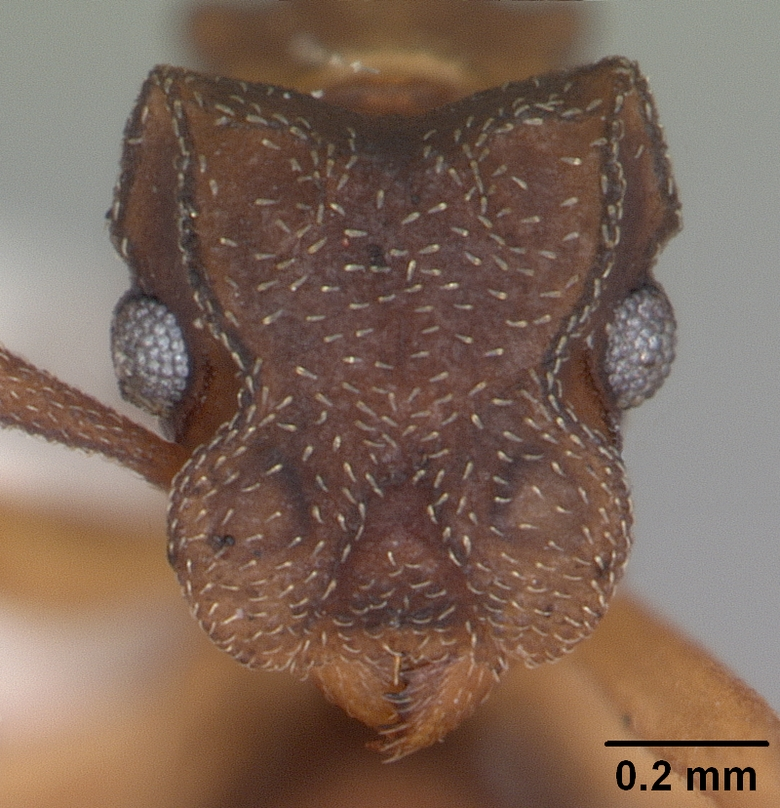
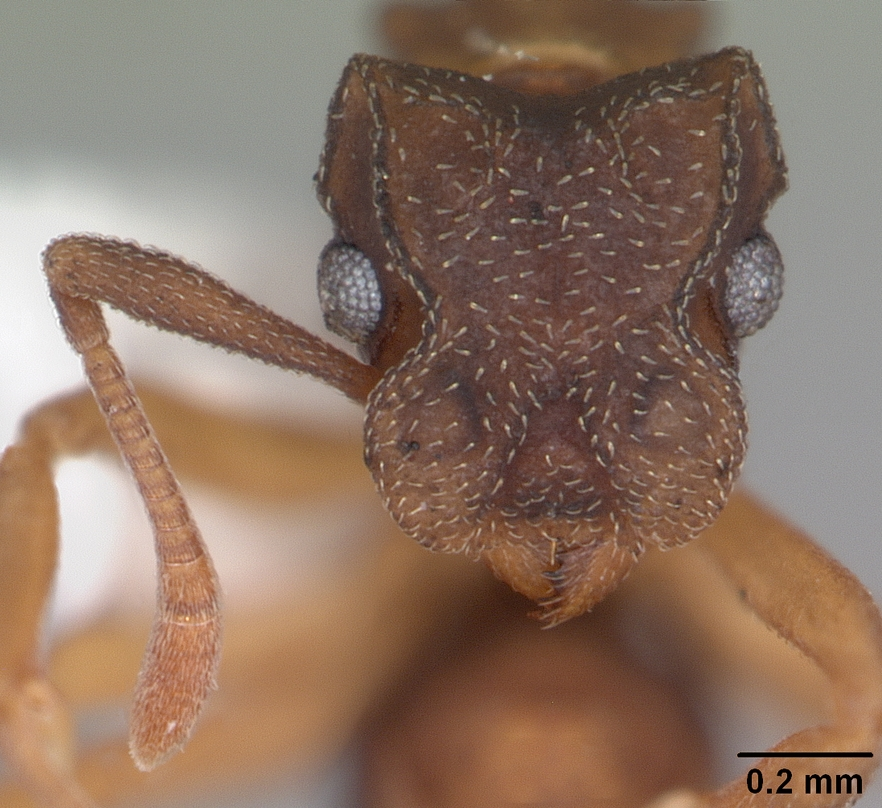
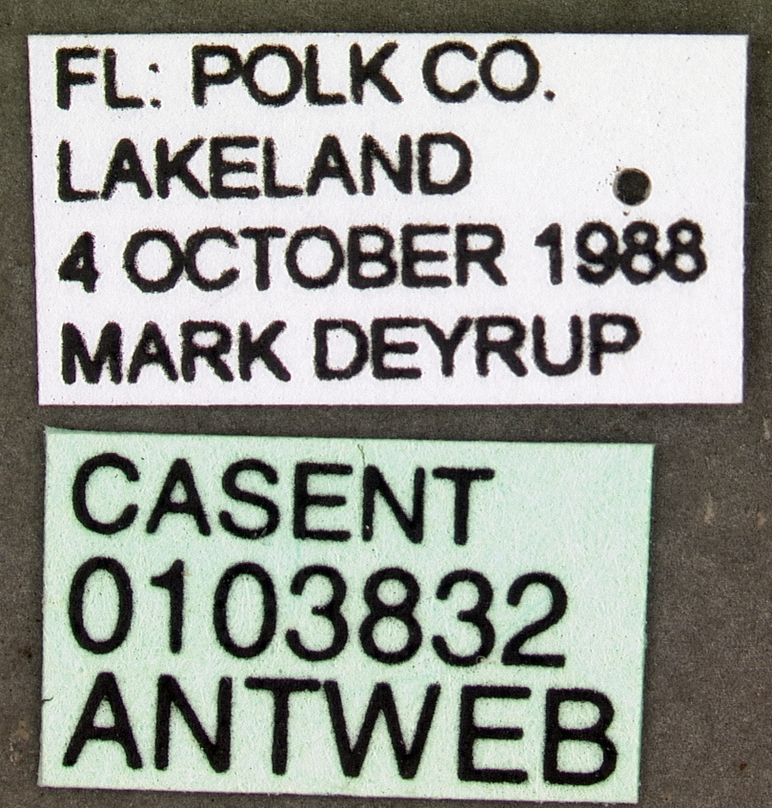
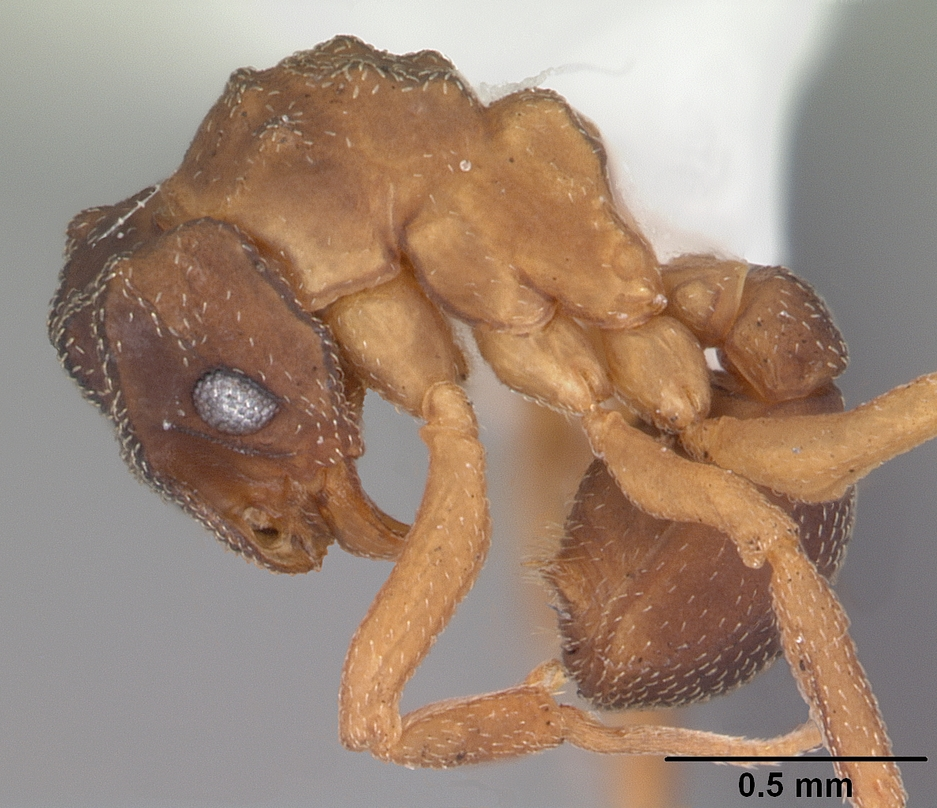
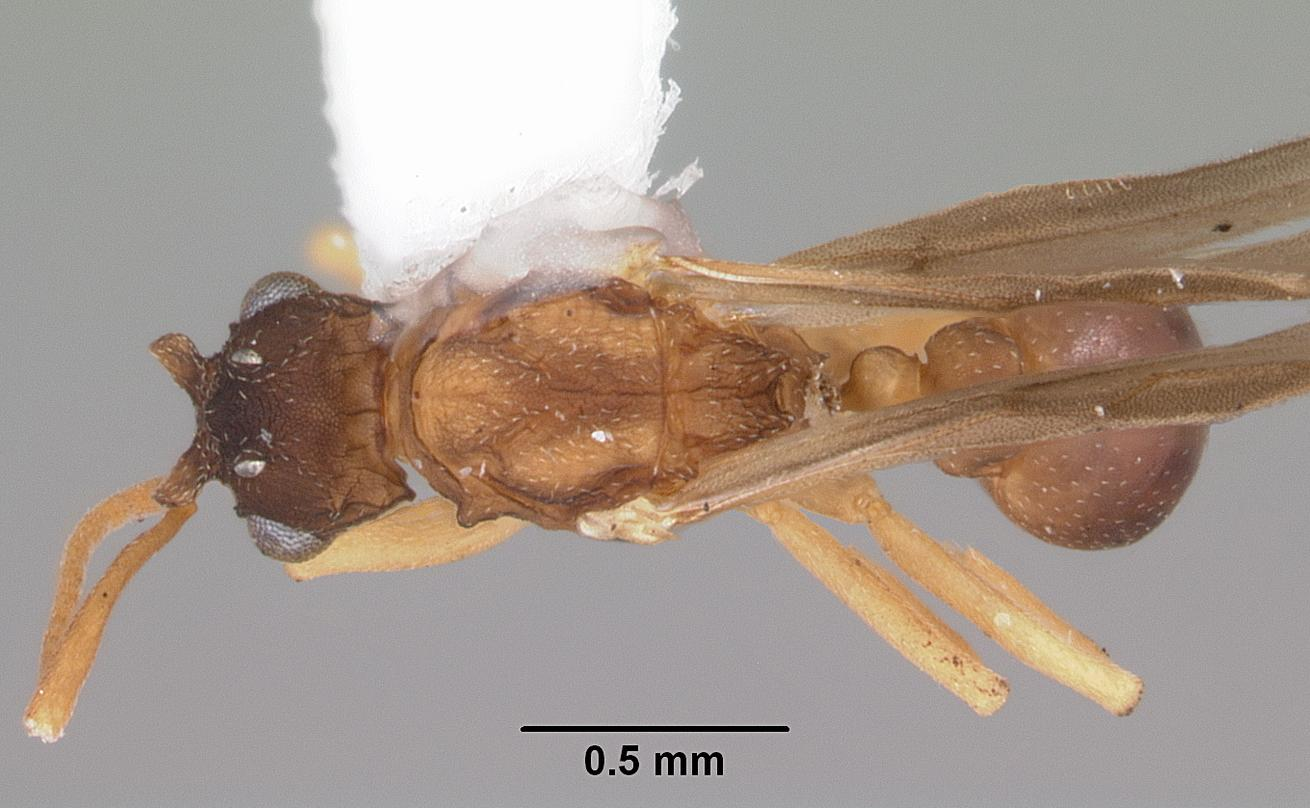